# Авдеев, Александр Александрович
Алекса́ндр Алекса́ндрович Авде́ев (род. 12 августа 1975, Калуга) — российский государственный и политический деятель. Губернатор Владимирской области с 16 сентября 2022 (врио 4 октября 2021 — 16 сентября 2022).
Заместитель Губернатора Калужской области — член Правительства Калужской области (2015—2016). Мэр города Обнинска (2010—2015), депутат Государственной Думы VII созыва (2016—2021) и VIII созыва
(12—14 октября 2021).
Член политической партии «Единая Россия».

## Биография

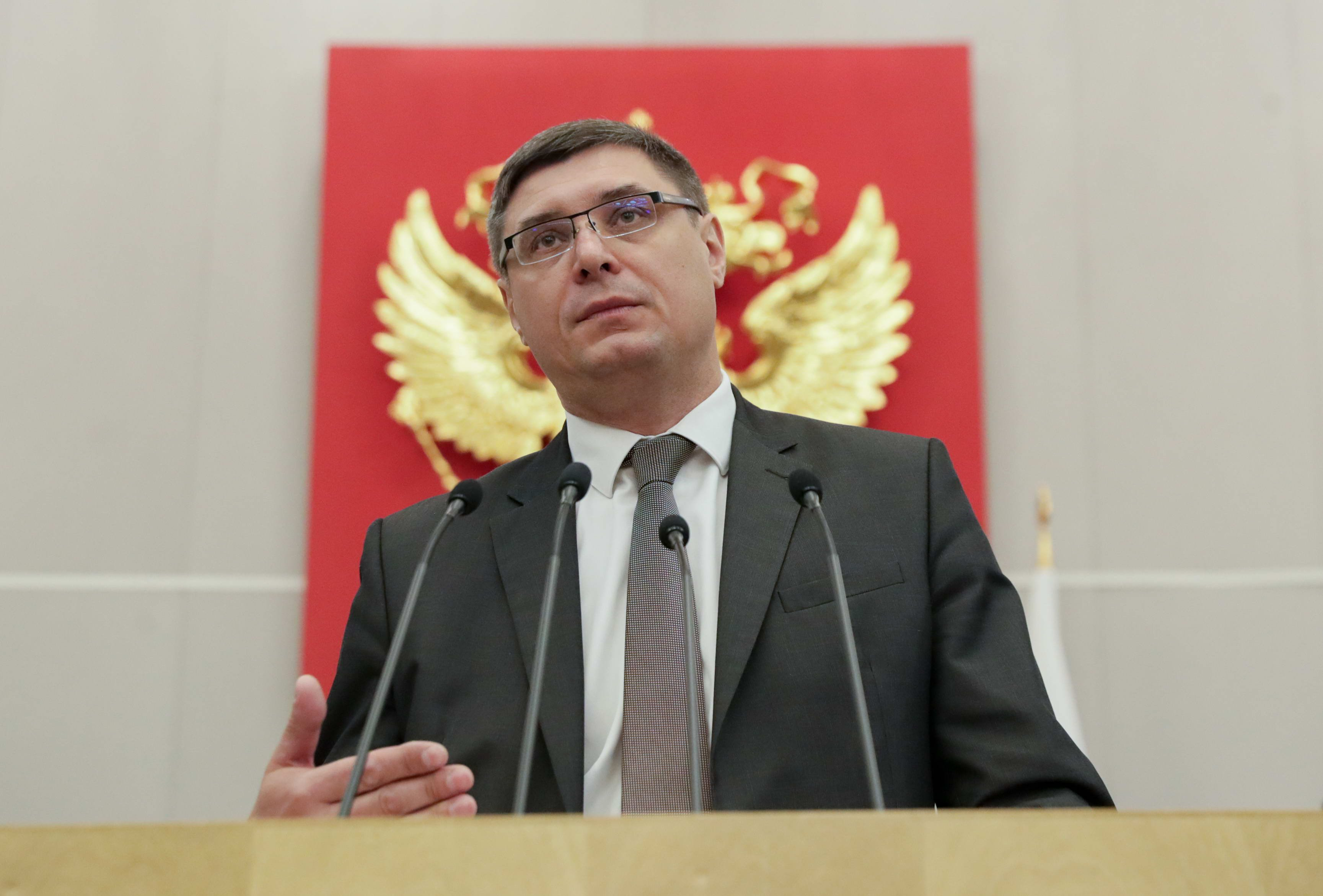
Член Комитета по контролю и Регламенту Александр Авдеев на пленарном заседании Госдумы, 2021 год

Родился 12 августа 1975 года в городе Калуга в семье рабочих на Калужском турбинном заводе. Позднее отец продвинулся по партийной линии.
Учился в школе № 17. Закончил Калужский филиал МГТУ им. Н. Э. Баумана — факультет машиностроения (1998), по специальности «Инженер-механик». В 1999 году окончил экономический факультет того же университета по специальности «Экономист-менеджер».
Одновременно с учёбой в МГТУ сначала технологом на Калужском турбинном заводе, затем — контролером-кассиром и контролером-оператором по обслуживанию юридических лиц в Калужском отделении Сбербанка РФ.
В 1999 году поступил на работу в Государственный фонд поддержки малого предпринимательства Калужской области на должность финансиста аналитика.
С 2003 по 2004 год проходил обучение по Президентской программе подготовки управленческих кадров.
В 2004 году прошёл обучение в Московской международной высшей школы бизнеса «МИРБИС».
С 2001 по 2006 год был финансовым аналитиком, а потом начальником финансово-аналитического отдела в компании «Группа Эликор».

Городская скульптура Кот учёный, установленная в Обнинске в 2013 году по инициативе Александра Авдеева

С 23 марта 2010 года — заместитель Главы Администрации города Обнинска по экономическому развитию. 29 июня 2010 года решением Обнинского городского Собрания назначен главой Администрации города Обнинска.
19 сентября 2015 года сложил с себя полномочия градоначальника.
С сентября того же года Авдеев занимал должность заместителя Губернатора Калужской области — руководителя администрации Губернатора Калужской области, с ноября 2015 по 2016 — заместителя Губернатора Калужской области.
Одержал победу на выборах 18 сентября 2016 года в Государственную думу Российской Федерации VII созыва избран депутатом по Калужскому одномандатному избирательному округу № 99, представляя партию «Единая Россия».
В 2017 и 2018 годах прошёл обучение в Российской академии народного хозяйства и государственной службы при президенте РФ (РАНХиГС), в эти же годы стал выпускником первого потока «школы губернаторов».
19 сентября 2021 года избран депутатом Государственной думы Федерального собрания Российской Федерации VIII созыва по федеральному списку партии «Единая Россия». Сложил полномочия 14 октября 2021 года.
4 октября 2021 года Президент России Владимир Путин назначил Авдеева временно исполняющим обязанности губернатора Владимирской области.
На момент назначения Авдеев уже принял мандат депутата Государственной Думы VIII созыва. Полномочия депутата прекращены 14 октября 2021 года.
С 3 декабря 2021 года — временно исполняющий обязанности секретаря Владимирского регионального отделения партии «Единая Россия».

## Законотворческая деятельность
В течение исполнения полномочий депутата Государственной Думы, с 2016 по 2019 год, выступил соавтором 10 законодательных инициатив и поправок к проектам федеральных законов.

## Увлечения
Предпочитает активный отдых. Немного увлекается футболом, баскетболом, плаванием, виндсёрфингом, зимней и летней рыбалкой. В молодости был металлистом. Любимые музыкальные группы: Metallica, Nirvana, Scorpions, Megadeth, Ария, Кино, Машина Времени, Калинов мост. Любимые книги: «Властелин колец», «Атлант расправил плечи». Любит путешествовать. Из еды предпочитает рыбу.

## Семья
Жена — Светлана Вячеславовна Авдеева (банковская служащая), есть дети.

## Награды
- Орден Дружбы (2024)[8]
- Медаль «За особые заслуги перед Калужской областью» II степени
- Медаль «За особые заслуги перед Калужской областью» III степени
- Юбилейная медаль «70 лет Калужской области»
- Медаль прокуратуры Российской Федерации «290 лет прокуратуре России»
- Медаль МЧС России «Маршал Василий Чуйков»
- Медаль «XXII Олимпийские зимние игры и XI Паралимпийские зимние игры 2014 в г. Сочи»
- Орден Российского Совета ветеранов Центрального Аппарата МВД России «За службу России»

## Санкции
19 августа 2022 года, за поддержку вторжения России на Украину, Авдеев включён в санкционный список Канады «близких соратников режима, которые являются соучастниками агрессии российского режима против Украины».
19 октября 2022 года включён в санкции Украины как «глава государственного органа, осуществлявший поддержку/поощрение/публичное одобрение политики РФ, направленной на проведение военных действий и геноцид гражданского населения в Украине».
24 февраля 2023 года США включили Авдеева в санкционный список лиц причастных к «осуществлению российских операций и агрессии в отношении Украины, а также к незаконному управлению оккупированными украинскими территориями в интересах РФ», в частности за «призыв граждан на войну в Украине».
По аналогичным основаниям находится под санкциями Великобритании, Австралии, Новой Зеландии.